# Mogwalale
Mogwalale è un villaggio del Botswana situato nel distretto Meridionale, sottodistretto di Barolong. Il villaggio, secondo il censimento del 2011, conta 305 abitanti.

## Località
Nel territorio del villaggio sono presenti le seguenti 1 località:
- Mogwalale Lands di 38 abitanti